# Manuel Azaña Díaz
Manuel Azaña Díaz (Alcalá de Henares, Madrid, 10 de gener de 1880 - Montauban, França, 3 de novembre de 1940) va ser el primer i posteriorment el novè president del Govern (1931-1933 i 1936) de la Segona República i, finalment, el segon i darrer President de la II República Espanyola (1936-1939).
Va ser un dels polítics i oradors més importants en la política espanyola del segle xx, a més d'un notable periodista i escriptor. Va ser guardonat amb un Premi Nacional de Literatura el 1926 per la seva biografia La vida de Juan Valera. La seva obra més coneguda és el diàleg La velada en Benicarló, una reflexió sobre la dècada dels anys trenta a Espanya. Els seus diaris són un dels documents més importants per al coneixement del moment històric en què va viure.

## Biografia
Va néixer en una família acomodada i amb presència en la política local i la vida intel·lectual d'Alcalá. Orfe des de molt petit, estudià Dret al Reial Col·legi d'Estudis Superiors Maria Cristina al monestir de l'Escorial amb els frares agustins. El 1898, a la Universitat de Saragossa, va passar l'examen de grau de Llicenciatura en Dret amb la qualificació d'excel·lent. Doctor en dret per la Universitat Central de Madrid el 1900, va fer oposicions a la Direcció dels Registres i del Notariat.
A mitjans d'octubre de 1913, juntament amb altres joves de la nova generació intel·lectual d'Espanya i en companyia de José Ortega y Gasset, va recolzar amb la seva signatura, un "Prospecte de la Lliga d'Educació Política d'Espanya", que clamava per l'organització d'una minoria encarregada de l'educació política de les masses, vincular la sort d'Espanya a l'avenç del liberalisme i al projecte de nacionalització, i agrupar-se amb el propòsit d'exercir algun tipus d'actuació política que obrís, sense sortir de la monarquia, les portes a la democràcia.
El començament de la Primera Guerra Mundial va dur a Azaña a posicionar-se a favor dels aliats i a desenvolupar algunes activitats de suport moral a aquests. Va posar a disposició de diversos intel·lectuals francesos la tribuna de l'Ateneu, va recolzar un "Manifest d'adhesió a les Nacions Aliades" (publicat el 1915) i va realitzar a l'octubre de 1916 una visita a França amb un grup d'intel·lectuals espanyols. Al costat de la seva admiració per la força cívica demostrada pels francesos durant la guerra, Azaña va expressar també la seva repulsa, lluny de tota mitificació, dels horrors provocats per aquesta.
El setembre de 1917, Azaña va viatjar a Itàlia al costat d'Unamuno, Américo Castro i Santiago Rusiñol per visitar els fronts de guerra; el novembre d'aquell mateix any, va viatjar de nou a França amb el mateix objectiu.
A la seva tornada, i des de gener de 1918, va iniciar un cicle de conferències a l'Ateneu sobre "La política militar de la República francesa", tema que el venia ocupant des de feia temps i que, finalment, acabaria concretant en un projecte d'obra en tres volums sobre França del qual només arribaria a publicar-se el primer, precisament sobre aquesta qüestió militar.
La tesi d'Azaña era que la societat moderna es funda en un contracte en el qual els individus accepten alienar una part de la seva llibertat en pro de la formació de la col·lectivitat, l'Exèrcit nacional és una de les institucions que actualitzen aquest pacte, i la que amb major gravetat ho fa. En defensa de la nació, els ciutadans, sense distinció de classes, han d'estar disposats a donar no ja uns anys de la seva vida, sinó la seva vida sencera si és necessari.
D'altra banda, Azaña entenia que l'Estat modern crea la nació, però, alhora, com a sistema oposat al característic de les societats premodernes, crea també l'individu, dotat de drets inalienables que li permeten, al seu torn, defensar l'Estat.
El maig de 1919, en un míting convocat pel Partit Reformista per denunciar el lliurament del decret de dissolució de les Corts al govern d'Antoni Maura, Azaña va participar amb un discurs en què va parlar de l'enfonsament de les seves esperances liberals, associant el liberalisme amb els drets dels treballadors com a individus. El míting va allunyar definitivament els reformistes de qualsevol esperança de reforma del règim establert i els va apropar a les esquerres, especialment als reclams dels socialistes.
Simultàniament a l'anterior, al costat de diversos intel·lectuals republicans, socialistes i reformistes, va participar en la creació de la Unió Democràtica Espanyola per a la Lliga de la Societat de Nacions Lliures, que reclamava una democràcia plena per a Espanya. Les bones relacions entre els polítics d'aquestes faccions es van consolidar encara més amb una sèrie de conferències (titulada «L'actual moment polític») que, amb motiu de la crisi política espanyola de final dels anys deu, es van desenvolupar a l'Ateneu des de l'abril de 1919.
Entre octubre de 1919 i abril de 1920 va viure a París amb el seu amic Rivas Cherif, i va treballar com a enviat especial del diari El Fígaro enviant articles sobre la situació política a França després de la guerra i sobre la crítica a aquesta guerra.
A principis d'any, va trencar les seves relacions amb l'Ateneu dimitint com a secretari, en el que seria un indici d'unes noves inquietuds intel·lectuals que es veurien materialitzades amb la fundació, al costat de Rivas Cherif, d'una revista literària que comptaria amb el mecenatge de l'arquitecte Amós Salvador. Així, el juny de 1920 va sortir al carrer La Ploma, Revista Literària. Azaña, en les seves col·laboracions, va tractar els més variats registres, des del fulletó a la crítica literària, passant per l'assaig polític.
El cop d'estat de Miguel Primo de Rivera va ser un moment crític en la seva evolució política. En primer lloc, el va portar a trencar amb el Partit Reformista perquè va entendre que la seva base doctrinal i moral era insuficient per fer front a la situació política d'Espanya. Bàsicament, Azaña va entendre que el Partit s'havia fundat per democratitzar la monarquia, conservant la seva forma i el seu prestigi històric, però de cap manera la seva arbitrarietat inherent, pel que la seva acceptació del cop podia considerar una traïció senzillament imperdonable i un fracàs en la línia del partit que no va saber veure la impossibilitat de confiar en la monarquia. Derivat de l'anterior, en segon lloc, Azaña va trencar també amb la monarquia. I en tercer lloc, es va allunyar definitivament de moltes de les figures del 98 i del regeneracionisme, que van prendre la Dictadura com una oportunitat per trencar amb el règim anterior, cosa que per Azaña era impensable.
Com a conseqüència de tot això, Azaña va acabar per identificar la democràcia amb la república i va postular-la com a base per intentar aconseguir la unió de republicans i socialistes.
Tancada la revista Espanya per la censura, al maig de 1924 va acabar de redactar un manifest titulat Apel·lació a la República què, finalment, després de nombroses negatives per part d'amics i companys per facilitar la seva distribució, es va publicar a La Corunya de forma clandestina. El nucli del manifest era la idea que la monarquia era sinònim d'absolutisme, i que la democràcia només era possible amb la república. D'altra banda, va obrir les portes a una gran aliança política en què els integrants només haurien de confirmar la seva acceptació de l'anterior, és a dir, només haurien de reconèixer la seva essència liberal en el sentit més elemental del terme: l'individu com a subjecte de drets i la nació com a marc on l'home lliure compleix les seves destinacions. Azaña va idear, doncs, una acció republicana en què anessin de la mà el proletariat i la burgesia liberal. El manifest no va tenir grans adhesions.
Anul·lada qualsevol possible iniciativa pel control de la dictadura, Azaña es va refugiar en la seva afició a escriure i va començar a participar en una mena de tertúlia clandestina que se celebrava en el laboratori que el farmacèutic José Giral tenia al carrer d'Atocha a Madrid. Allà va començar a treballar d'una forma més activa en la preparació de la República, cosa que es va materialitzar en un nou manifest escrit el maig de 1925. Ideològicament, aquest manifest reiterava el que s'ha dit en l'Apel·lació, però incorporava la novetat que es conformava com el germen o la materialització d'un grup polític constituït a la fi de l'any 1925 pels membres d'aquesta tertúlia que es va denominar, en principi, Grup d'Acció Republicana o Grup d'Acció Política. La denominació responia al desig de no veure's confosos amb els partits polítics tradicionals i obrir-se pas com a possible punt d'unió entre ells, segons la idea d'aliança liberal enunciada per Azaña als seus manifestos. En aquest sentit, una de les seves primeres aproximacions la va realitzar al Partit Republicà Radical d'Alejandro Lerroux.
Amb motiu de la celebració de l'aniversari de la Primera República, l'11 de febrer de 1926 va marcar l'inici oficial de les activitats del "Grup d'Aliança Republicana", el nom amb què finalment es conegué el grup del qual Azaña fou el representant. En la seva circular número 1 recordava, en forma de "Manifest al país", que no pretenia ser un partit polític sinó un punt d'articulació per al republicanisme, a més, reivindicava una ordenació federativa de l'Estat, atenció a l'educació, mesures de reforma agrària i de legislació social, etc.
Amb tot, la dictadura, reforçada per la calma al Marroc, anul·lava qualsevol iniciativa pública de caràcter polític. Cap a 1926 les relacions amb Lerroux van quedar fixades i Azaña va participar a casa d'aquest en les reunions de la junta interina d'Aliança. També, en diverses ocasions, es va involucrar en projectes d'insurrecció militar contra la dictadura.
Azaña es va haver de refugiar sovint en la seva activitat d'escriptor. El 1926 va ser guardonat amb un Premi Nacional de Literatura per la seva Vida del senyor Juan Valera, que finalment no publicaria.
Pel que fa a la seva vida personal, el 27 de febrer de 1929 es va casar amb Dolores Rivas Cherif a l'església dels Jerónimos de Madrid.

### El lideratge republicà
A principis de 1930, la caiguda de Primo de Rivera va provocar un revulsiu de la situació, fent que el sentiment republicà es reactivés. Així, el 8 de febrer es va presentar públicament el grup d'Acció Republicana i Azaña va reprendre la seva idea d'una gran coalició de forces polítiques unides per la seva actitud pro-República, amb la novetat que, en aquesta ocasió, va prescindir de manera explícita de tot el que no foren esquerres. Va subratllar que la República alberga sens dubte a tots els espanyols; a tots els oferirà justícia i llibertat, però no serà una monarquia sense rei: haurà de ser una República republicana, pensada pels republicans, governada i dirigida segons la voluntat dels republicans.
Simultàniament, Azaña va haver d'abordar també les reivindicacions catalanistes. Des del seu punt de vista, encara que no concebia una separació, va reconèixer que, en cas de donar-se la voluntat per part de Catalunya de separar-se d'Espanya, caldria permetre-la.
Al juny va ocupar la presidència de l'Ateneu, i el va posar al servei de la mobilització republicana, en què estava ficat de ple amb l'objectiu immediat d'aconseguir un front unit. Així, va aconseguir primer un pacte entre l'Aliança i el Partit Radical Socialista, i poc després un altre amb els partits Radical Socialista i Federal i la Federació Republicana Gallega. Al mateix temps, amb l'auspici de Miguel Maura es va aconseguir formar una Dreta Liberal Republicana amb joves ex-monàrquics.
El 17 d'agost de 1930, va signar el Pacte de Sant Sebastià amb els representats republicans de tot Espanya, per pactar la instauració de la Segona República i liquidar la monarquia borbònica.
El 28 de setembre de 1930 es va celebrar un multitudinari míting republicà a la Plaça de toros de Madrid. Entre d'altres, va parlar Azaña, que va saludar els assistents com manifestació de la voluntat nacional i els va identificar amb unes Corts espontànies de la revolució popular, repetint la seva vella idea de la importància dels individus en la conformació de la República i insistint en la necessària revolució popular per aconseguir el canvi de l'statu quo:
"Siguem homes, decidits a conquerir el rang de ciutadans o morir en l'intent. I un dia us aixecareu amb aquest crit que resumeix el meu pensament: A baix els tirans!"

### La proclamació de laSegona República

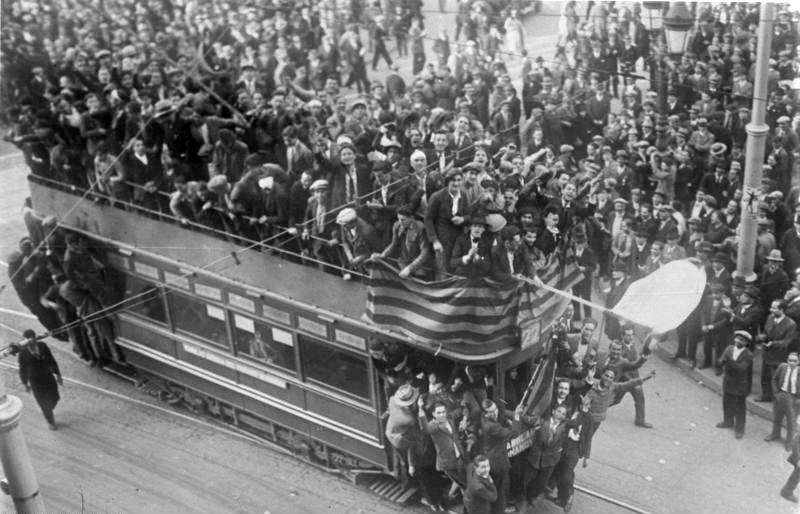
Manifestacions d'alegria popular a Barcelona per la proclamació la Segona República Espanyola.

El dia 12 d'abril de 1931 la coalició republicano-socialista va triomfar en les eleccions municipals a les capitals i principals poblacions. Davant l'entusiasme de la població a Madrid, que va sortir al carrer, Azaña va ser recollit de la casa on estava amagat pels seus companys i es va dirigir al costat d'ells fins a la Puerta del Sol, per treure el cap posteriorment al balcó del Ministeri de la Governació.
Aquesta mateixa nit, acompanyat pel capità d'artilleria Arturo Menéndez, es va presentar al Palau de Buenavista, on es va trobar amb el subsecretari del Ministeri de l'Exèrcit. Es va fer càrrec del Ministeri i així ho va comunicar a totes les guarnicions militars, a les quals va demanar patriotisme i disciplina; posteriorment, mitjançant decret, va establir l'obligació de tots els membres de l'estament militar de prometre la seva adhesió i fidelitat a la República, quedant sense efecte el fet a les institucions en aquest moment ja desaparegudes. Amb el decret conegut com de recessos o llei Azaña , va iniciar un procés de reducció d'efectius militars. En general, la intel·lectualitat va elogiar aquestes mesures, però va causar malestar en altes jerarquies militars.
Com a conseqüència de l'arribada de la República, i amb vista a les imminents eleccions de Corts Constituents, el grup polític d'Azaña, Acció Republicana, es va convertir en partit polític d'orientació esquerrana. Al llarg de la seva primera Assemblea Nacional, celebrada al final de maig, van perfilar el seu programa polític cuidant molt de mantenir una posició intermèdia entre els socialistes i els radicals de Lerroux. En el míting inaugural de la campanya, Azaña va reiterar l'objectiu de trencar radicalment amb el passat i de reconstruir el país i l'Estat, per a això es feia necessari triturar el caciquisme.
En les eleccions generals de 1931, Acció Republicana va aconseguir 21 diputats. La seva maniobra consegüent va ser intentar no quedar subordinat a Lerroux ni trencar amb els socialistes, reforçant l'Aliança i sostenint per al seu partit una posició esquerrana, que quedaria plenament definida en la seva segona Assemblea Nacional, celebrada al setembre, quedant Azaña com a president. Allà, en el discurs de cloenda, va subratllar la necessitat que la República penetrés en tots els òrgans de l'Estat, i va apuntar de forma explícita a l'àmbit educatiu, en concret a les escoles controlats per ordes religiosos.
Sobre aquest assumpte va versar un dels moments crítics en l'elaboració del projecte de Constitució, quan es va discutir l'article 24 (després seria el 26). En principi, a més de sancionar el sotmetiment de les esglésies, en tant que associacions, a l'Estat, l'article establia la dissolució de les mateixes i la nacionalització de tots els seus béns. Tant la jerarquia catòlica com diversos polítics, entre ells Alcalá Zamora (president de la República), van reaccionar negativament, per la qual cosa va fer necessària una reformulació de l'article per a no bloquejar la formació del govern. Azaña, amb la por que tant Alcalá Zamora com Maura i, fins i tot, Lerroux, es desvinculés del govern deixant a aquest exclusivament en mans de l'esquerra, va decidir donar suport a aquesta nova redacció, en la qual se suavitzaven els elements més conflictius: es dissoldria només les ordres amb vot especial d'obediència a una autoritat que no fos l'Estat (els jesuïtes) i es prohibiria l'exercici de la indústria i el comerç per a la resta.
El dia 13 d'octubre va haver de pronunciar un discurs al congrés per tal de fer reflexionar als més esquerrans sobre la conveniència d'acceptar la nova redacció de l'article. El fet de no incorporar la dissolució de tots els ordes religiosos centrava en els seus justos termes el que, en les seves paraules, era el mal anomenat problema religiós, ja que aquest "no pot excedir els límits de la consciència personal", és un problema polític, de constitució de l'Estat. Es tracta d'organitzar l'Estat d'acord amb una premissa que la proclamació de la República converteix en axioma: "Espanya ha deixat de ser catòlica".
Així, doncs, Azaña va exposar la seva idea que el tronc central de la cultura espanyola ja no era catòlic, i que no hi havia marxa enrere. La seva idea era que havia de substituir aquesta religió nacional per una altra de caràcter laic. Això per Azaña era suficient i reclamava la llibertat de consciència per als ciutadans.
D'altra banda, a mesura que avançaven les setmanes, la dificultat per formar govern feia que les mirades fossin cap a Azaña com a possible president. La votació favorable al nou article sobre la qüestió religiosa va provocar la dimissió d'Alcalá Zamora. Maura, que també havia dimitit del govern, va apuntar que només hi havia dues possibilitats de substitució: o Lerroux o Azaña. Lerroux va rebutjar la seva candidatura i va assenyalar que Azaña era l'home ideal, mentre representava un partit minoritari que podia servir de pont entre els majoritaris.

#### President del Govern
D'aquesta manera, Azaña va substituir Niceto Alcalá-Zamora com a president del Segon Govern Provisional de la República (l'octubre del mateix 1931).
Els objectius immediats van ser l'aprovació de la Constitució i dels pressupostos de la República, i l'elaboració de la Llei Agrària. A més, va tirar endavant una Llei de Defensa amb la intenció de dotar de facultats extraordinàries al govern en cas de necessitat, i va promulgar un decret per reduir considerablement les plantilles de funcionaris.
Un cop aprovada la Constitució, va recuperar a Alcalá Zamora per a la presidència de la República, de manera que va incorporar a la dreta liberal catòlica com a força participant en la direcció del país.
Al desembre, va aconseguir que Aliança Republicana acceptés definitivament la coalició amb els socialistes per al govern, el que va provocar la retirada immediata de Lerroux. A continuació, Azaña va presentar la dimissió del govern davant Alcalá Zamora i va deixar a les seves mans la solució de la crisi. El president de la República, assessorat per Besteiro i el mateix Lerroux, va encarregar de nou la tasca de formar govern a Azaña, que en principi va intentar repetir l'equilibri de forces anterior. No obstant això, Lerroux va acabar per negar-se sobre la base de la seva incompatibilitat amb els socialistes, i amb la probable intenció que un govern d'aquest tipus li pogués obrir les portes a la presidència del mateix uns mesos després. Azaña va tornar una altra vegada a posar el seu càrrec a disposició d'Alcalá Zamora, però aquest el va confirmar en el mateix.
El 17 de desembre va poder, per fi, presentar un programa que es va revelar com a molt ambiciós, i que tenia com a punts més destacats la Llei de Reforma Agrària, la incorporació dels sindicats a les negociacions laborals, la Llei de Confessions i Congregacions religioses, l'Estatut d'Autonomia de Catalunya (a favor del qual va realitzar un discurs al Congrés durant la seva votació), una reforma educativa amb l'objectiu d'universalitzar l'ensenyament primari, la introducció del divorci, la reforma del Codi Civil, l'equiparació de drets entre homes i dones, acabar amb la reforma militar, etc.
Va tenir temps, a més, per estrenar el seu drama La Corona a Barcelona, el 19 de desembre.
Dos greus problemes socials va haver d'afrontar a començaments de 1932: una vaga general convocada per la Federació de Treballadors de la Terra (de la UGT) que va tenir com a resultat diverses morts, tant per part de la Guàrdia Civil com de manifestants, i la proclamació del comunisme llibertari a la conca del Llobregat. En ambdós casos, va justificar l'ús de la força militar com a única forma, no de controlar les vagues, sinó de reconduir un ordre que havia estat violentament trencat. En aquest sentit, va posar el límit del que era assumible pel govern segons el que marcava la Constitució.
D'altra banda, des de la presidència del govern Azaña va haver d'afrontar el desenvolupament d'almenys tres conspiracions contra la República. En primer lloc, una promoguda per Alfons de Borbó per tal de tornar-li al tron, després, una altra duta a terme per elements monàrquics afectes a l'infant Joan que buscaven l'abdicació d'Alfons, i, en tercer lloc, una de tipus militar (per les contínues queixes per part de caps i oficials de l'exèrcit), liderada pels generals Barrera i Cavalcanti. Finalment, la nit del 9 al 10 agost 1932 va esclatar una altra conspiració, també liderada pel general Barrera i acompanyat en aquesta ocasió pel general Sanjurjo, que Azaña va aconseguir aturar amb l'ajuda de la Guàrdia Civil.
Encara que el cop va resultar més complicat a Sevilla, la resolució favorable al govern va acabar per reforçar-lo. Azaña, per aprofitar el moment, va emprendre un viatge que el va portar per nombroses ciutats, entre elles Barcelona, on com artífex de l'Estatut d'Autonomia va ser rebut al setembre per una gran multitud. Amb tot, va recordar, una vegada més, que els destins de Catalunya i Espanya estaven units a la República.
Els successos de Casas Viejas, Castilblanco i Arnedo, van servir de pretext per a recolzar una ofensiva política del centredreta lerrouxista (que va criticar el fracàs econòmic, social i polític) i de la dreta de Miguel Maura, que finalment motivaria la destitució d'Azaña, el 8 de setembre de 1933, per part del president Alcalá-Zamora.
D'altra banda, el març d'aquest any havia aparegut el catolicisme com a força política sota el nom de Confederació Espanyola de Dretes Autònomes, liderada pel jove advocat de Salamanca José María Gil Robles. Azaña i els partits republicans van minimitzar la seva rellevància i la seva capacitat d'aglutinar a amplis sectors de la societat espanyola, sobre la base d'un concepte idealista de la República en què el poble ja no pertanyia a ningú en particular. Els resultats municipals del 23 d'abril de 1933 van donar a aquesta nova dreta un espai decisiu en el panorama polític espanyol, en què els republicans cada vegada estaven més desunits.
Amb tot, Azaña, fins i tot en el moment àlgid de les crítiques (febrer), va mantenir la seva valoració positiva de la seva política i la seva relació amb els socialistes, als que considerava imprescindibles per a la creació del que s'anomenava el nou ordre republicà; especialment, va reforçar els seus lligams amb Indalecio Prieto, amb qui havia establert no només una relació personal, sinó "un acord complet sobre estratègies i tàctica política."

#### A l'oposició
Les relacions entre Alcalá-Zamora i Azaña havien quedat seriosament danyades després de l'aprovació de la Llei de Confessions i la divisió entre socialistes i republicans va augmentar, d'aquesta manera, el president de la República va retirar la seva confiança a Azaña el 7 de setembre i li va encarregar la tasca de formar govern a Alejandro Lerroux.
Acció Republicana va aportar al govern de Lerroux a Claudio Sánchez Albornoz per al Ministeri d'Estat, col·laboració que els socialistes van criticar fins al punt de provocar la seva ruptura definitiva amb els republicans. Finalment, com Lerroux no va aconseguir el suport parlamentari, Alcalá-Zamora l'hi va encomanar a Martínez Barrio, que, després d'aconseguir l'acceptació de Lerroux sobre això, va presentar el 9 d'octubre un govern de concentració amb presència de polítics socialistes.
El 16 d'octubre, en el discurs de cloenda de l'Assemblea nacional d'Acció Republicana, Azaña es va reafirmar en la seva política duta a terme com a president del govern i es va mostrar orgullós de la revolució duta a terme en forma de diversos canvis de règims: polític, familiar, religiós, etc.
Amb vista a les eleccions de novembre, Azaña va buscar per tots els mitjans la coalició amb els socialistes, sabedor que, en cas contrari, la derrota seria inevitable davant la dreta.
Efectivament, el 19 de novembre de 1933 va triomfar la coalició formada pel Partit Republicà Radical d'Alejandro Lerroux i la Confederació Espanyola de Dretes Autònomes (CEDA) de José María Gil-Robles y Quiñones. Azaña va mantenir el seu escó de diputat gràcies al fet que s'havia presentat pel districte d'Indalecio Prieto (a Bilbao), que havia mantingut, davant les consignes del seu partit, la coalició amb els republicans. El 16 de desembre Lerroux va accedir a la presidència del govern, amb el suport de la CEDA de Gil Robles, qui va deixar clar des del primer moment la seva futura aspiració a governar.
Azaña, en diferents declaracions públiques, es va mostrar molt crític amb les aspiracions de la CEDA a governar, fins que no mostressin la seva fidelitat a la República, ja que no acceptava el que, d'una banda, aconseguissin el poder a través dels vots i que, d'altra, i segons ell, tinguessin la pretensió d'acabar amb aquell sistema que els havia possibilitat arribar al poder. En aquest sentit, va subratllar amb claredat la jerarquia de l'Estat en donar-se una situació crítica: "(...)per sobre de la Constitució, hi ha la República, i per sobre de la República, la revolució."
En els primers mesos de 1934, Azaña va dedicar una atenció gairebé exclusiva a l'assumpte de la necessària unió entre els partits republicans d'esquerra, com a única via d'arbitratge entre la polarització ja iniciada entre la dreta catòlica i el Partit socialista. En aquest context, es va produir la dissolució d'Acció Republicana per fusionar-se amb l'Organització Republicana Gallega Autònoma i amb el Partit Radical Socialista Independent en una nova formació anomenada Izquierda Republicana, que naixeria a principis d'abril sota la presidència del mateix Azaña. Des del seu primer discurs en el càrrec, va deixar clara la seva repugnància cap aquells republicans que havien optat per aliar-se amb una dreta antirepublicana per governar el país i, implícitament, es va desentendre de qualsevol futura aliança amb els primers.
Més enllà d'això, Azaña va entrar en un semi-retir polític i va tornar a l'activitat literària i editorial.
Amb tot, una ràpida crisi governamental, que va acabar amb Lerroux com a president, va fer tornar a Azaña a la primera línia política, establint converses amb els republicans de centre i dreta per tal de dur a Alcalá Zamora la proposta d'un govern nacional de defensa republicana, per tal de reconduir la situació política dissolent les Corts. El President de la República no va accedir i l'assumpte no va arribar més enllà de la recomposició de les relacions personals entre els diferents líders republicans d'esquerra i centredreta.
El 30 d'agost, durant unes petites vacances a Catalunya, va ser homenatjat amb un banquet al qual van assistir 1.025 persones, al final del qual va pronunciar un discurs en què va analitzar la situació política del moment. Fonamentalment, va expressar la seva queixa perquè la política hagués caigut en mans de bandes polítiques i va exposar que la situació només tenia dos possibles vies d'escapament, lligades a la seva nova ascensió a la presidència del govern: el sufragi o la revolució. Va eludir explícitament la via electoral, per suposar una derrota segura davant del centredreta donada l'extrema divisió de l'esquerra, pel que fa a la revolució, va recordar, una vegada més, que no es podria consentir un enderrocament del règim republicà des de dins.
A primers d'octubre, el govern de Samper es va trencar i Lerroux va ser encarregat per formar un nou govern, en què va incloure a tres ministres de la CEDA. Gairebé immediatament, el govern de la Generalitat va proclamar la República Federal Espanyola i l'Estat Català dins d'ella, projecte en què Azaña es va negar a involucrar-se per considerar que la seva fidelitat estava amb la Constitució i l'Estatut; també, a primers d'octubre es va desenvolupar una vaga general a tot Espanya, en què van ser especialment greus els fets esdevinguts a Astúries. Simultàniament, es van començar a propagar rumors d'una revolta (ja en circulació des del final de setembre) i de la imminència de l'ascensió d'Azaña a la Presidència de la República. Com a conseqüència de tot això, i de la presència circumstancial d'Azaña a Barcelona on s'esperava l'inici d'aquesta revolta, el 8 d'octubre va ser detingut per l'autoritat militar.
Va ser empresonat en diferents vaixells de l'armada, en què va ser interrogat diverses vegades per diferents jutges. El 28 de desembre el Tribunal Suprem va decidir tancar el procediment i el va posar en llibertat. Azaña relataria aquests fets en el seu llibre La meva revolta Barcelona, on, de passada, critica obertament a certs sectors del catalanisme als que anomena antidemocràtics, autoritaris i demagògics.
Al fi de maig de 1935, amb un multitudinari míting al Camp de futbol de Mestalla, a València (qualificat pel diari El Sol com «l'esdeveniment més important d'aquests últims temps» ), va iniciar una sèrie d'actes públics per tal de reivindicar la vigència de la República i de la necessitat de la coalició entre els partits afins a ella. El seu èxit personal va ser enorme i el míting del camp de Comillas, prop de Madrid, que també va reunir a una enorme multitud, va ser fins i tot anunciat pel diari Poble, òrgan del PCE. Els seus discursos insistien en les idees de sempre: política basada en la Constitució, i una Constitució, a més, reformista en l'ordre social i fundada al sufragi universal.
Una de les primeres conseqüències d'aquesta activitat va ser el restabliment de les relacions amb Indalecio Prieto, fins al punt que aquest el va convidar a un viatge amb la seva dona a Bèlgica al mes de setembre. En tornar a Espanya, però, Largo Caballero va mantenir la seva negativa a qualsevol coalició amb els republicans, exemplificant la manifesta ruptura entre la seva línia i la de Prieto.
Amb tot, una crisi governamental que semblava que anava a precipitar l'accés de la CEDA al poder, va portar al novembre a Largo Caballero a rectificar, acceptant la coalició plantejada per Azaña, coalició només de cara a les eleccions (mai per al govern) i en què haurien d'anar inclosos els sindicalistes i els comunistes. La gent va batejar la nova coalició republicana d'esquerres com a Front Popular.

#### President del Govern
El 16 de febrer de 1936 va resultar guanyadora aquesta coalició de partits d'esquerra per un ajustat nombre de vots, encara que en escons la victòria va ser rotunda. Immediatament, el president del Consell, Manuel Portela, va dimitir i Azaña es va fer càrrec del govern sense que les Corts s'haguessin arribat a constituir. Els missatges d'Azaña a la població van ser per tranquil·litzar els ànims, assentar la democràcia, aplicar el programa electoral, democratitzar l'exèrcit per evitar situacions com les de les últimes hores (després del triomf del front popular, hi va haver rumors de cop d'Estat), aprovar l'amnistia (per als represaliats de la revolució d'octubre), restablir l'ordre i aplicar la llei.
El 19 de febrer de 1936 es va formar el nou govern, que presentava una coalició d'Esquerra Republicana i Unió Republicana.
Al mateix temps que gestionava l'amnistia de presos i restablia les relacions amb Catalunya (anul·lant la suspensió de l'Estatut), l'estat d'alarma que hi havia al país li va permetre empresonar la plana major de Falange Española per l'atemptat comès per un falangista el 12 de març contra el vicepresident de les Corts, Luis Jiménez de Asúa (en què moriria el seu escorta).
A la tensió i violència que es vivia al país, Azaña va contraposar un discurs a les Corts el 3 d'abril en el qual va intentar calmar els ànims, sobretot davant la desorientació dels dos partits amb més representació parlamentària i més seguiment popular: la CEDA i el PSOE. El 15 d'abril va presentar el seu govern davant les Corts, però ja amb la idea d'accedir a la Presidència de la República, en la creença que la seva popularitat l'habilitaven més per ocupar aquest càrrec com a àrbitre que a la presidència del govern. D'altra banda, des d'allà tenia també com a objectiu incorporar definitivament als socialistes al govern.
El 30 d'abril va ser elegit candidat únic a la Presidència de la República de tots els partits que formaven el Front Popular. Després de la destitució d'Alcalá-Zamora (el partit liberal-demòcrata havia patit un daltabaix en les eleccions), va ser elegit President de la República el 10 de maig de 1936 amb 754 vots dels 874 diputats, prometent el càrrec l'endemà.

### President de la República. La Guerra civil

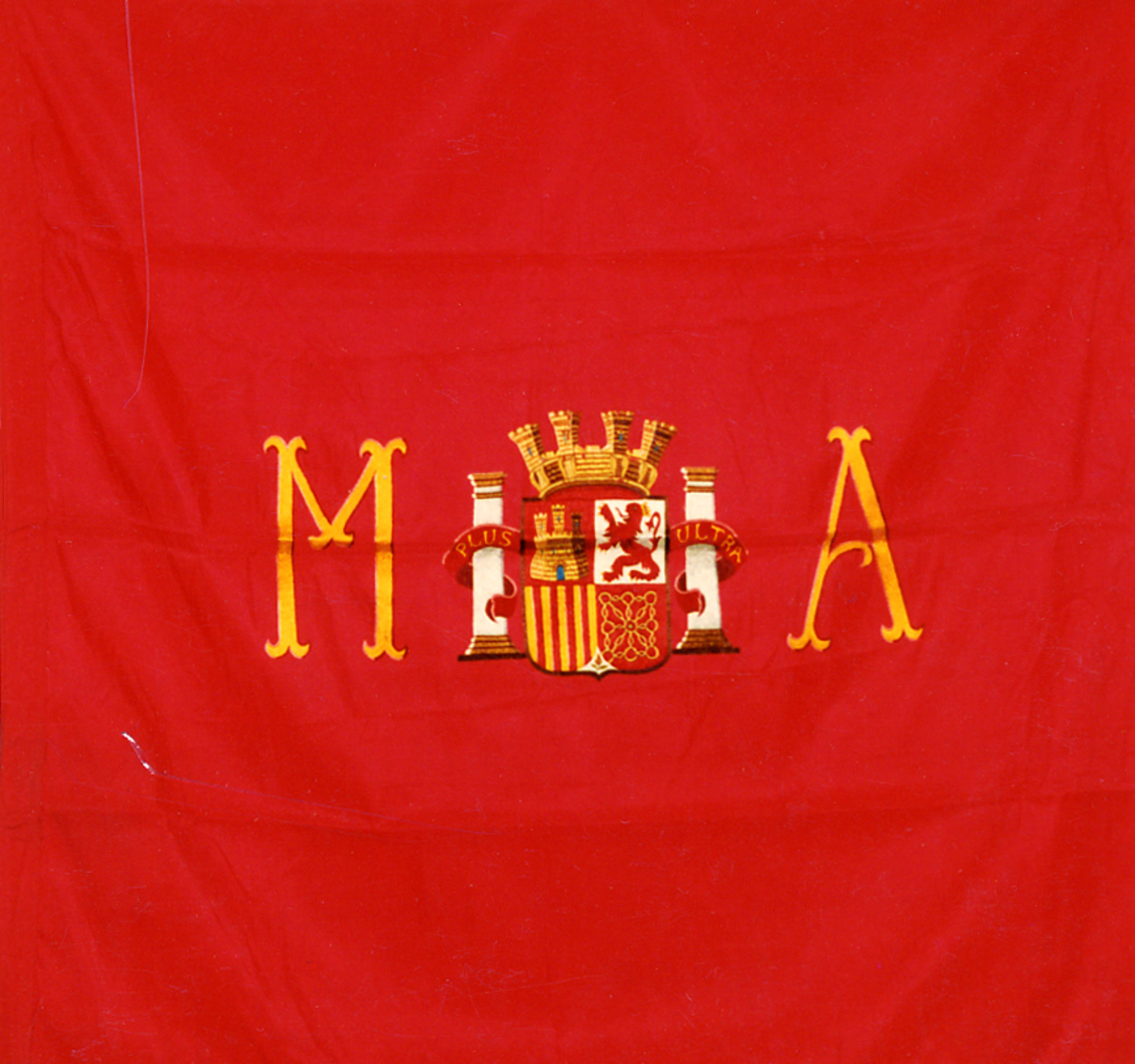
Estendard presidencial de Manuel Azaña.

Amb el rerefons d'una conspiració militar en marxa i una mobilització obrera i camperola, Azaña encarrega la presidència del govern a Santiago Casares Quiroga, i va entrar en la dinàmica institucional del seu nou càrrec, sense fer gaire cas de tot el que s'estava forjant.
Així, quan el cop d'Estat es va produir, el govern es va enfonsar gairebé immediatament. Casares Quiroga va dimitir la tarda del 18 de juliol i Azaña, des del Palau Nacional, va encarregar ràpidament al President de les Corts, Diego Martínez Barrio, que formés un govern per incorporar als elements de la dreta. No obstant això, el PSOE, per boca d'Indalecio Prieto (però seguint l'estratègia de Largo Caballero), es va negar a participar en aquest govern. Amb tot, el 19 al matí tenia format un govern amb membres d'Esquerra Republicana, Unió Republicana i el Partit Nacional Republicà (sense socialistes ni comunistes, per tant).
Martínez Barrio va arribar a parlar amb alguns dels generals revoltats (Cabanellas i Mola), però no hi va haver marxa enrere. A més, tant socialistes com anarcosindicalistes i comunistes, van rebutjar també qualsevol tipus de tornada enrere i reclamar les armes per fer front a la revolta, negant-se a reconèixer al nou govern. Martínez Barrio va dimitir el mateix 19.
Azaña va reunir, doncs, els partits per tal de buscar una solució satisfactòria per a tots i va encarregar la formació del govern a José Giral.
El 23 de juliol Azaña es va dirigir per ràdio als espanyols animant i agraint l'esforç als que defensaven la República, reivindicant la seva legitimitat i condemnant als seus agressors. No obstant això, simultàniament a aquestes exterioritzacions, qui l'havien visitat unes setmanes abans i tornaven ara per xerrar de nou amb ell van comprovar un ràpid envelliment, una acusada pal·lidesa en el seu rostre, un evident cansament, un tremolor d'emoció a la veu quan evocava les atrocitats dels insurgents i el sacrifici del poble, encara que parlés sense rancor i sense donar cap ànim de venjança.
A principis d'agost, en saber que França i Gran Bretanya no recolzarien a la República amb armes, Azaña es va convèncer que no hi hauria manera de guanyar la guerra. El 22 d'agost la presó Model de Madrid va ser assaltada per una multitud i van resultar assassinats diversos amics personals d'Azaña, entre ells Melquíades Álvarez.
Com a resultat de tot, l'endemà Azaña es va plantejar dimitir, encara que Ángel Ossorio el va ajudar finalment a reconsiderar la seva intenció. D'altra banda, un nou problema es va fer visible a Espanya: la indisciplina, la fragmentació del poder i les ànsies de revenja.
El desordre generalitzat va provocar que a principis de setembre José Giral dimitís i amb ell tot el govern. Giral va recomanar un govern que, per la seva influència en el poble, inclogués al sindicalisme i Azaña, tot i considerar els sindicats com els principals responsables del cas, va acabar per acceptar el líder de la UGT, Largo Caballero, com a president del govern. El nou govern de coalició estava format per socialistes, republicans, comunistes i un membre del PNB.
Davant la proximitat de l'exèrcit de Franco a Madrid, el govern va decidir que Azaña es traslladés a Barcelona. Al final d'octubre, va establir la seva residència i despatx al Palau de la Ciutadella. Des d'allà, en el mateix mes d'octubre i preveient un difícil triomf republicà, va intentar, a través dels ambaixadors a Anglaterra i Bèlgica, la intervenció dels britànics per aconseguir el final de la guerra i que així els espanyols poguessin decidir el seu futur pacíficament. No obstant això, l'ambient favorable a l'aixecament en ambdós països va fer fracassar l'intent.
El 2 de novembre Azaña va canviar la seva residència al monestir de Montserrat. Allà va rebre la notícia que Largo Caballero havia concedit quatre ministeris a la CNT, en part gràcies a un malentès entre Azaña i Giral, que hi havia hagut en l'assumpte. Azaña es va molestar (contrari com era a encomanar a sindicats càrrecs polítics), i li va exposar al president la seva especial oposició a la presència de ministres de la FAI, però no hi va haver cap rectificació.
Al llarg dels següents mesos, Azaña va haver de resistir diferents connexions del seu estat d'ànim davant els esdeveniments que s'estaven desenvolupant, però va resistir sense abandonar el seu càrrec per diverses raons: la primera va ser el seu clar i contundent rebuig a la revolta, que va definir des del principi com una agressió sense exemple, com una horrible culpa, un "crim no de lesa pàtria, sinó de lesa a la humanitat", trobant a cara als seus responsables el delicte d'haver esquinçat el cor de la pàtria. Mai va trobar justificació ni explicació per a aquest delicte: "encara que haguessin estat certs tots els mals que es carregaven a la República no calia la guerra. Era inútil per a solucionar aquells mals. Els agreujava tots, afegint els que resulten de la destrucció". La segona va ser el seu respecte pels combatents. La tercera és la causa de la República, significava la llei, l'ordre, la convivència, la democràcia... per aquests valors havia lliurat la seva vida.
Azaña va viure durant diversos mesos en reclusió i tristesa entre Montserrat i Barcelona, i al marge del Govern republicà. Finalment, el desembre del 36, Ángel Ossorio el va animar a acostar-se a València, al que Azaña va accedir.
El gener de 1937 va pronunciar un discurs a l'Ajuntament de València en el qual va destacar que, encara que la guerra era, en el seu origen, un problema intern a causa de la revolta d'una gran part de l'exèrcit contra l'Estat, per la presència de forces de diferents països s'havia convertit en un greu problema internacional. I que Espanya estava lluitant, per tant, també per la seva independència nacional. En aquest sentit, va insistir en les seves gestions perquè la signatura d'un cessament d'hostilitats facilités la sortida de les potències estrangeres d'Espanya i, de passada, un restabliment de relacions entre les parts en el conflicte per, finalment, arribar a un referèndum que aclarís el futur.
De tornada a Catalunya, es va traslladar a viure a Barcelona, encara que va fer freqüents visites a València, on tenia la seva seu del govern. Va pensar en un pla, que va comunicar a diversos membres del govern, que consistia en el bloqueig d'armes i de contingents, i el reembarcament dels combatents estrangers amb una suspensió d'armes, per la qual seria necessària la intervenció del Regne Unit i de França, no va rebre l'atenció necessària per part del govern i finalment va quedar en res.
A principis de febrer de 1937 tenia també al cap que l'única manera de reconduir la situació de fracàs en la guerra era aconseguir treure del govern als sindicats i deixar-lo en una coalició de comunistes, socialistes i republicans. El mateix Stalin va fer arribar la seva queixa que la guerra no es prenia seriosament i que no hi havia disciplina militar. La insurrecció anarquista a Barcelona de maig va intensificar la separació entre Azaña i el govern de Largo Caballero, que es va mantenir bastant passiu respecte de la revolta, fins al punt que Azaña va pensar una altra vegada a dimitir.
Azaña, amb tot, va seguir, i posteriorment va afrontar una nova crisi de govern amb la intenció que Largo Caballero abandonés la presidència del govern, el que aconseguiria gràcies a la pressió conjunta de socialistes i comunistes, i l'aquiescència de republicans.
Azaña va optar per Juan Negrín. Amb tot, la raó decisiva va ser entendre que Negrín era el polític més adequat per intentar, una vegada més, una sortida a la guerra a través de la mediació internacional, que en el moment del canvi de president, maig de 1937, tenien millors perspectives que en ocasions anteriors.
Al nou govern li va assenyalar les que considerava prioritats del moment: la defensa de l'interior (amb especial menció a Catalunya, on calia restablir l'autoritat del govern) i no perdre la guerra a l'exterior. Respecte a la situació internacional, en un nou discurs pronunciat el 18 de juliol, va tornar a criticar obertament la passivitat de la Gran Bretanya i França amb relació a la guerra a Espanya.
A final de 1937 va viatjar a Madrid i a l'ajuntament va pronunciar un nou discurs, ara molt centrat en els aspectes morals de la guerra i en la seva realitat i conseqüències calamitoses per a tothom, cosa que va comprovar emocionat quan, l'endemà, va visitar Alcalá.
El desembre es va tornar a traslladar a Catalunya, ara a prop de Terrassa, a la Torre Salvans, al costat, com sempre, la seva muller i els seus col·laboradors més propers. Va insistir en l'armistici, però tant el comitè central del Partit Comunista com Franco hi van expressar el seu rebuig, per altra banda, el govern de Negrín tampoc semblava acceptar ja aquesta possibilitat.
Després de l'ofensiva sobre Terol i l'enfonsament del front d'Aragó, Franco va arribar al Mediterrani a l'abril de 1938. Azaña es va reafirmar en la seva idea de la impossibilitat de guanyar la guerra i que, per tant, qualsevol esforç en la direcció d'aconseguir el triomf militar estava condemnat al fracàs. Així, doncs, la frustrada ofensiva de la República en el terreny militar, que obviava la idea defensiva que propugnava Azaña per forçar la intervenció estrangera, va acabar per fer perdre tota esperança que aquesta s'arribés a produir.
A final de febrer de 1938 havia exposat amb claredat a l'ambaixador de França la necessitat d'acabar la guerra immediatament. En aquest sentit, va proposar que França i Gran Bretanya es fessin amb les bases navals de Cartagena i Maó per equilibrar les que tenia l'exèrcit de Franco a Ceuta, Màlaga i Palma, la contrapartida seria la recerca de la pau a Espanya.
El tall de comunicacions entre Barcelona i València va posar en un compromís al govern, i Negrín va haver de demanar ajuda directament a França el 8 de març. La situació va empitjorar a Espanya i va haver de tornar en una setmana amb una proposta de mediació del govern francès. El govern de Negrín no es va aconseguir posar d'acord, en part perquè el mateix Negrín, per exemple, estava convençut de la victòria, i va ser rebutjada el 26 de març.
Azaña va pensar a substituir Negrín al capdavant del govern, emparant-se en les crítiques que rebia per la seva relació amb els comunistes, que havia provocat en part la sortida de Prieto del govern, i la situació de la guerra en general. A primers d'abril, Azaña va convocar al govern amb l'esperança de poder sortir de la mateixa amb Negrín destituït, però no va ser possible. La seva posició va quedar, en fi, debilitada, fins al punt que Prieto va haver de convèncer-lo que no dimitís perquè la seva dimissió desmoronaría els ànims en general, ja que personificava a la República que respectaven els països no aliats de Franco.
Amb tot, la seva desil·lusió era tan gran que a mitjans d'aquest mateix mes va enviar un gir per valor d'un milió de francs francesos a Cipriano de Rivas (que convertiria a dòlars or) per anar preparant l'exili de la seva família a França.
Per al primer de maig es va presentar una declaració de tretze punts signada pel Govern de la unió nacional en què se subratllava com a objectius, entre d'altres, defensar la independència d'Espanya de tota potència estrangera i establir una República democràtica, i anunciava una gran amnistia per als que volguessin col·laborar-hi.
El 18 de juliol de 1938, a l'edifici de la Casa de la Ciutat de Barcelona, va pronunciar un cèlebre discurs en què instava a la reconciliació entre els dos bàndols, sota el lema Pau, Pietat, Perdó. El nucli del discurs va ser l'expressió de la seva idea de quin estava sent el dany més greu que la guerra estava provocant a Espanya:
"un dogma que exclou de la nacionalitat a tots els que no ho professen, sigui un dogma religiós, polític o econòmic, (a qui s'oposa) la veritable base de la nacionalitat i del sentiment patriòtic: que tots som fills del mateix sol i tributaris del mateix rierol."
A la fi d'aquest mes, va mantenir una conversa amb un encarregat de negocis britànic, en la qual va oferir la destitució de Negrín i la sortida dels comunistes del govern a canvi d'una intervenció britànica imposant la suspensió d'armes. La resposta britànica va ser la que ja havia estat fins al moment: la seva política era la no-intervenció. La derrota a la batalla de l'Ebre va precipitar els esdeveniments en provocar la crisi continuada al govern.
El 13 de gener de 1939 va rebre Azaña un avís del general Juan Hernández Saravia en què li demanava que marxés d'Espanya. El 21 va abandonar Terrassa juntament amb la seva família i diversos col·laboradors, i es va dirigir en primer lloc a Llavaneres i després al castell de Peralada, on va arribar el 24. Allà es van assabentar que Barcelona havia estat presa per l'exèrcit de Franco.
El 28 va rebre la visita de Negrín i del general Vicente Rojo, el cap de l'Estat Major, qui va presentar un informe que plantejava un pla de rendició i un transvasament de poders entre militars. Azaña li va demanar a Negrín, que semblava estar d'acord, que reunís al govern per prendre una decisió. No obstant això, dos dies després el president del govern va tornar, però fent notar a Azaña que la seva idea era seguir resistint fins al final.
Una vegada que el govern francès va obrir pas a civils i militars per la frontera, entre el 28 de gener i el 5 de febrer, Azaña, la seva família i els seus col·laboradors es van dirigir cap al país vei. Es van desviar de la carretera principal cap a La Vajol i allà es va reunir amb Jules Henry el 4 de febrer per comunicar-li que no estava d'acord amb la decisió de Negrín de continuar la resistència; insistir, una vegada més, en la necessitat que França i Anglaterra, amb el suport dels Estats Units, intervinguessin en el final, presentant un pla de pau a Franco que, bàsicament, facilités el tracte humanitari als vençuts, inclosos els dirigents polítics i militars de la República. Negrín no va acceptar perquè, independentment de la seva insistència a continuar la guerra, entenia que Franco no acceptaria mai aquest tipus de pau.
Aquest mateix dia 4, Negrín li va comunicar personalment que era decisió del govern que Azaña es refugiés a l'ambaixada d'Espanya a París fins a poder organitzar la seva tornada a Madrid. Azaña va deixar clar que, després de la guerra, no hi havia volta possible a Espanya.
El 5 de febrer van reprendre el viatge cap a l'exili. En total, eren unes vint persones, anant els de més edat en cotxes de la policia. Abans d'arribar a dalt d'un port, un dels cotxes es va espatllar i, impedint el pas als altres, va obligar a continuar el camí a peu, arribant a l'alba. Travessar la frontera pel lloc de duana de sol ús-Beaumont; anaven, entre d'altres, Azaña, la seva dona, Negrín, José Giral, Cipriano de Rivas i Santos Martínez. Van baixar cap a Les Illes per una barrancada gelada.

### A l'exili: dimissió i mort

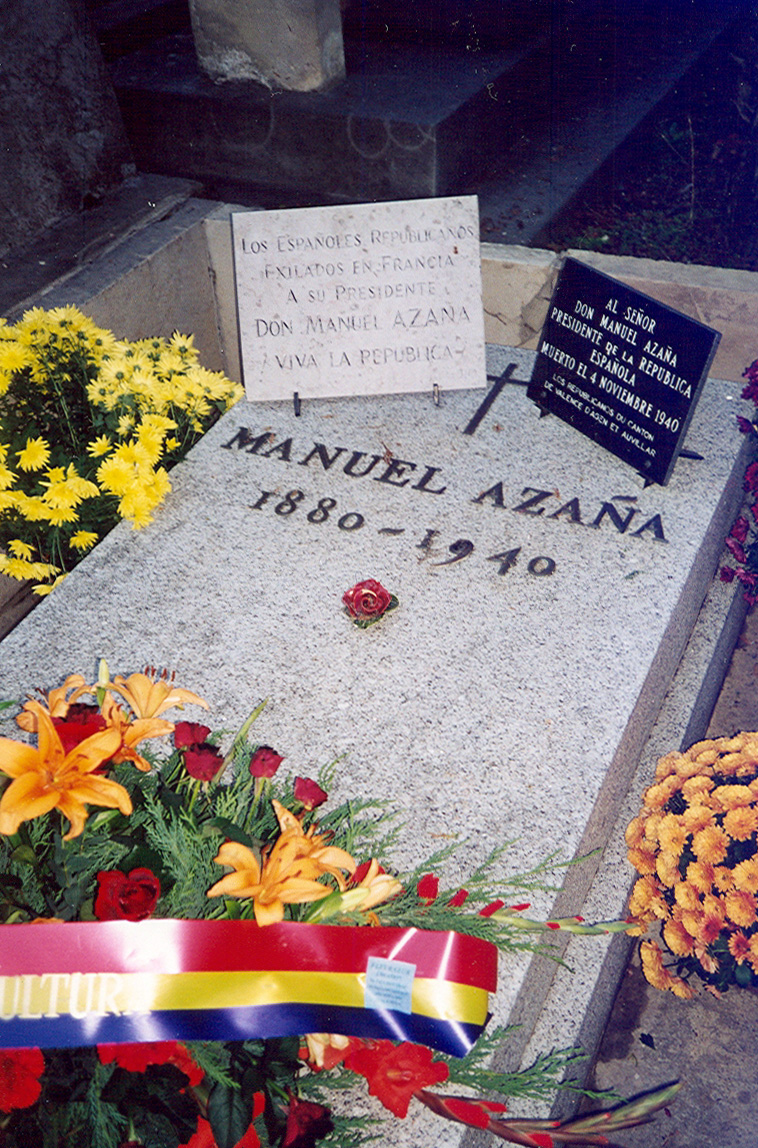
Tomba d'Azaña al cementiri de Montauban (França)

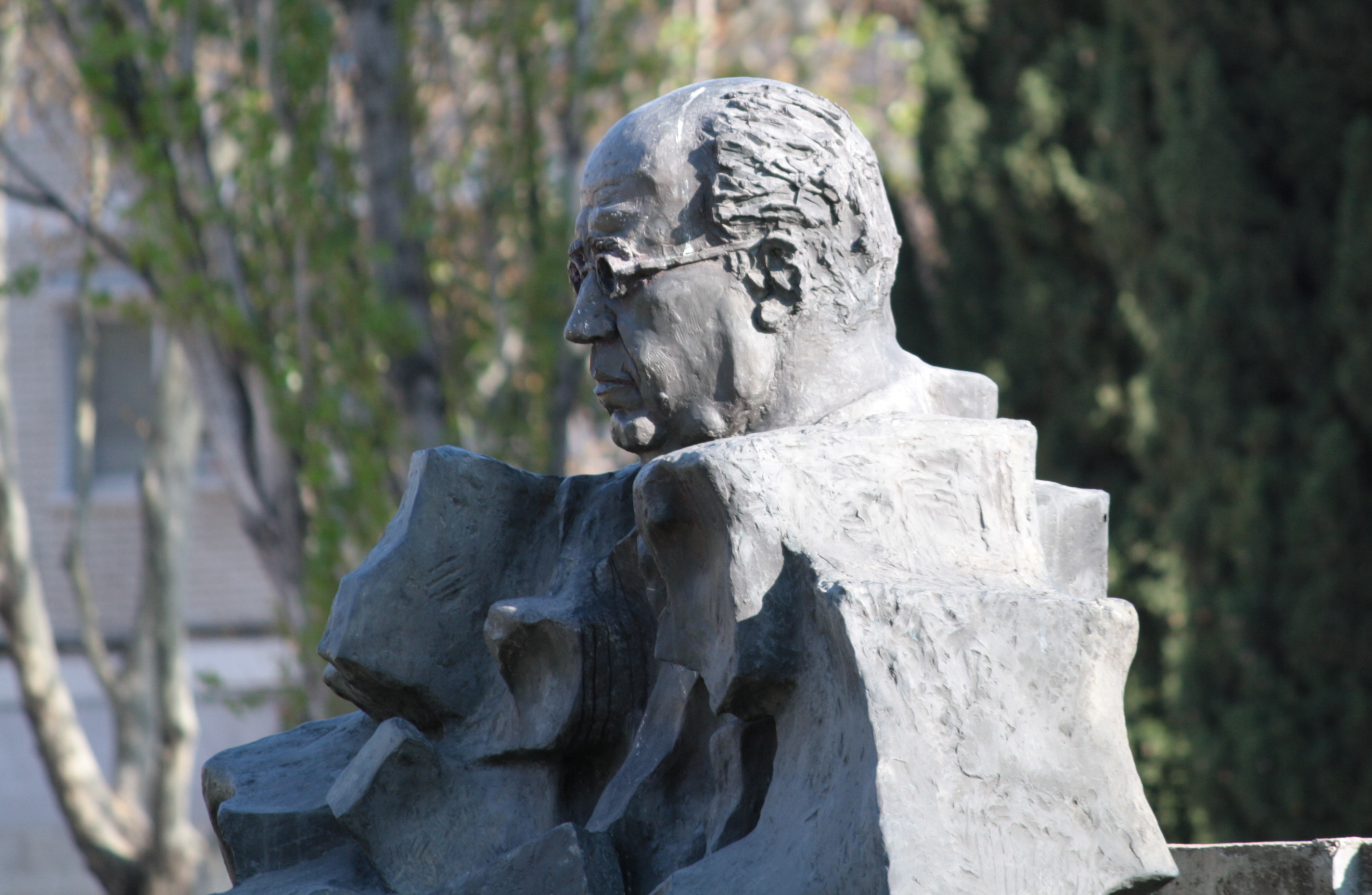
Estàtua de Manuel Azaña a Alcalá de Henares.

Des de Les Illes van viatjar a Collonges-sous-Salève, on van arribar el dia 6 de febrer per instal·lar-se a la Prasle, una casa que el seu cunyat, Cipriano Rivas, i dona, havien llogat l'estiu del 38. Des d'allà, li va confirmar a l'ambaixador a França, Marcelino Pascua Martínez, que arribaria el dia 8 a París, on estaria diversos dies.
El 12 li va presentar la seva renúncia el general Rojo i el 18 Negrín li va enviar un telegrama instant que, com a president, havia de tornar a Espanya. Azaña, però, tenia clar que no havia de tornar, com tenia clar que presentaria la seva dimissió quan França i el Regne Unit reconeguessin al govern de Franco. Així doncs, torna a Collonges el 27 de febrer (dos dies després que es donés el vistiplau a l'establiment de relacions diplomàtiques amb Espanya) i des d'allà va enviar la carta de dimissió al president de les Corts.
Aïllat de la política, va intentar centrar-se en la seva tasca intel·lectual i va decidir publicar una versió retocada dels diaris de 1937 amb el títol de Memòries polítiques i de guerra. Els quaderns de la Pobleta i la seva obra dialogada La velada en Benicarló. Només aquesta segona va arribar a publicar-se l'agost de 1939 a Buenos Aires. També va començar una sèrie d'articles sobre la guerra a la revista The World Review, però que no tindria continuïtat perquè l'inici de la Segona Guerra Mundial va desplaçar l'interès periodístic cap a aquesta. En el seu primer article, Azaña va insistir en dues de les seves idees més freqüents pel que fa a la guerra: a responsabilitzar la política franco-britànica del daltabaix de la República, responsables també, per omissió, de la intromissió de la Unió Soviètica a Espanya, i en la necessitat que havia de resistir no per vèncer, com volia Negrín, sinó per obligar l'enemic a acabar negociant.
Entre l'abril i el desembre del 39, la pressió del nou ambaixador d'Espanya a França José Félix de Lequerica va acabar per causar els seus efectes, però més a Espanya que a França. Allà es va decidir aplicar a Azaña la llei de 9 de febrer de responsabilitats polítiques, per això el jutge instructor va haver de demanar diversos informes de diverses parts. És en aquests informes on s'exposa per primera vegada d'una forma nítida la visió que de Manuel Azaña va voler popularitzar el nou règim: enemic de l'exèrcit, la religió i la pàtria, pervertit sexual, maçó i marxista. La conseqüència de l'acte va ser l'embargament de tots els seus béns (confiscats per Falange Española, prèviament) i una multa de cent milions de pessetes.
Azaña va romandre a Collonges fins al 2 de novembre, quan davant el temor que França fos envaïda per Alemanya, es va haver de mudar a Pyla-sur-Mer, prop de Bordeus, instal·lant a la vila l'Eden amb la seva dona i cunyats, entre d'altres.
A principis de gener de 1940, una grip mal curada de l'estiu anterior li va reaparèixer. Els metges, però, van descobrir de passada una gravíssima afecció aòrtica amb considerable dilatació del cor i diversos problemes al sistema cardíac. Fins al maig, la seva salut va ser delicadíssima.
Ja millorat, va rebre a principis de juny a Miguel Maura, que li va proposar reconèixer el govern de Franco a canvi d'una amnistia general. Azaña va consentir, però va expressar també els seus dubtes sobre que Franco accedís a una cosa així. Finalment, la proposta no es va arribar a plantejar.
En les setmanes següents, la pressió del nou règim va provocar els primers moviments perquè els exiliats busquessin la sortida cap a Mèxic. El 19 de juny Negrín va convidar Azaña i el seu cunyat a ocupar dos seients lliures en un vaixell cap a Mèxic. El seu estat de salut va impedir a Azaña acceptar-ho.
El 25 de juny, acompanyat de la seva dona, de Gómez Pallete i Antonio Lot, va ser traslladat a Montauban en ambulància a la zona lliure francesa, per escapar dels alemanys. Allà es va instal·lar en un petit pis del doctor Cave, que havia estat llogat com a refugi d'exiliats espanyols.
Amb mitja França ocupada per l'exèrcit alemany i altra mitja sota administració del govern de Pétain, el 10 de juliol va ser detinguda per la Gestapo, ajudada de membres de Falange, tota la seva família i gent propera que s'havien quedat en Pyla-sur-Mer, sent deportats immediatament.
Azaña es va ressentir del fet i va patir un intent d'atac cerebral. El 20 de juliol es va difondre una ordre per la qual es disposava que se li negués el visat de sortida de França als antics dirigents republicans espanyols.
L'arribada a Montauban d'un grup falangista va posar en alerta al grup d'Azaña, l'ambaixador de Mèxic, Luis Ignacio Rodríguez Taboada va llogar unes habitacions a l'Hotel du Midi, on va ser traslladat Azaña el 15 de setembre.
El 16 va patir un greu infart cerebral que li va afectar la parla i li va provocar paràlisi facial. Un mes després, però, semblava estar bastant recuperat, fins al punt que el nou bisbe de Montauban, Pierre-Marie Théas, que acabava d'intervenir per aconseguir la commutació de la pena de mort recentment imposada a Cipriano de Rivas, es va acostar fins a l'hotel per visitar-lo. Amb tot, a final d'octubre va patir una nova recaiguda de la qual ja no es recuperaria. Finalment va morir a tres quarts de dotze de la nit del 4 de novembre de 1940 acompanyat per la seva dona, el general Juan Hernández Saravia, el pintor Francisco Galícia, el majordom Antonio Lot, el bisbe Pierre-Marie Théas i la monja Ignace. Segons testimonis del metge i del bisbe, Azaña va rebre els darrers sagraments. La seva vídua, Dolores de Rivas, va encarregar al bisbe un funeral religiós a la catedral de Montauban.
L'enterrament va tenir lloc el dia 5. Les seves restes van ser dipositades al cementiri de Montauban (Trapeze Q, Section 7). Azaña va donar instruccions que les seves restes no foren mai remogudes i per aquest motiu la seva tomba continua a Montauban.
El mariscal Pétain va prohibir que fos enterrat amb honors de cap d'Estat. Tan sols va accedir que fos cobert amb la bandera espanyola, a condició que aquesta fora la bicolor de l'Espanya nacionalista, i de cap manera la de la República. L'ambaixador de Mèxic va decidir llavors que fos enterrat amb la bandera mexicana. Segons explica a les seves memòries, Rodríguez li va dir al prefecte francès: "El cobrirà amb orgull la bandera de Mèxic- Per a nosaltres serà un privilegi; per als republicans, una esperança, i per a vostès, una dolorosa lliçó".
Respecte al pas d'Aguirre per Barcelona durant la Guerra Civil comentà: "Aguirre –dice- no puede resistir que se hable de España. En Barcelona aceptan no pronunciar siquiera su nombre. Yo no he sido nunca-agrega- lo que llaman españolista ni patriotero. Pero ante estas cosas, me indigno.(...) Acabarían por dar la razón a Franco. Y mientras, venga poderes, dinero y más dinero".

## Filmografia
| Any  | Pel·lícula                  | Director            | Personatge   | Premis                          |
| ---- | --------------------------- | ------------------- | ------------ | ------------------------------- |
| 2008 | Azaña, cuatro días de julio | Santiago San Miguel | Jordi Dauder | Gaudí al millor actor principal |

## Càrrecs
| Manuel Azaña Díaz                                                |                                                                                    |                                                                                                |
| Càrrec de govern                                                 |                                                                                    |                                                                                                |
| Precedit per: Juan Bautista Aznar-Cabañas (President del Govern) | President del Govern (Llista de Presidents del Consell de Ministres) (1931 - 1933) | Succeït per: Alejandro Lerroux García (President del Govern)                                   |
| Precedit per: Dámaso Berenguer y Fusté (Ministre de l'Exèrcit)   | Ministre de Guerra (Llista dels Ministres de Defensa d'Espanya ) (1931-1933)       | Succeït per: Juan José Rocha i García (Ministre de Guerra)                                     |
| Precedit per: Manuel Portela Valladares (President del Govern)   | President del Govern (Llista de Presidents del Consell de Ministres) (1936)        | Succeït per: Santiago Casares Quiroga (President del Govern)                                   |
| Càrrec de govern                                                 |                                                                                    |                                                                                                |
| Precedit per: Diego Martínez Barrio (Interí)                     | President de la República (Llista de caps d'Estat d'Espanya) (1936-1939)           | — Derrocat: — Guerra Civil espanyola — Nou règim — Franquisme — Cap d'Estat — Francisco Franco |